# Polynema pallidipenne
Polynema pallidipenne är en stekelart som beskrevs av Soyka 1956. Polynema pallidipenne ingår i släktet Polynema och familjen dvärgsteklar. Inga underarter finns listade i Catalogue of Life.